# Звонимир Пожега
Звонимир Звонко Пожега (Земун, 21. мај 1913 — Земун, 4. октобар 1941) био је југословенски фудбалер.

## Биографија
Играо је на позицији одбрамбеног играча, снажан, чврст и врло борбен центархалф. Каријеру је почео у  Спарти из Земуна (1928-1933), у којој је 1930. постао првотимац. Кад је приступио у Морнаричку подофицирску школу у Дивуљама, играо је у селекцији Ратне морнарице, потом у сплитском Хајдуку (1934), Арсеналу из Тивта, Југословену из Котора и поново у сплитском Хајдуку. У дресу Војводине из Новог Сада је играо од 1939. године и постао репрезентативац.
За репрезентацију Југославије одиграо је три утакмице. На све три утакмице је наступио током 1939. године. Дебитовао је 7. маја против Румуније у Букурешту, за Куп пријатељских земаља, па је 18. маја играо на незаборавној утакмици против Енглеске (победа 2:1) у Београду, и најзад, трећу 4. јуна 1939. против Италије у Београду, када је играо десног бека.
Као наредник — ваздухопхопловац пао је јесени 1940. хидроавионом у Панчевачки рит, на периферији Београда, у коме је мокар и прозебао провео целу ноћ. Последице су биле погубне, пошто је наступила тзв. „галопирајућа“ туберкулоза, од чега је наредне године преминуо.

## Наступи за репрезентацију Југославије
| #  | Датум         | Место    | Противник | Резултат | Гол | Такмичење               |
| -- | ------------- | -------- | --------- | -------- | --- | ----------------------- |
| 1. | 7. мај 1939.  | Букурешт | Румунија  | 0:1      | 0   | Куп пријатељских земаља |
| 2. | 18. мај 1939. | Београд  | Енглеска  | 2:1      | 0   | Пријатељска утакмица    |
| 3. | 4. јун 1939.  | Београд  | Италија   | 1:2      | 0   | Пријатељска утакмица    |